# Keisuke Hara
Keisuke Hara (* 1968) ist ein japanischer Mathematiker, der sich mit Wahrscheinlichkeitstheorie und Analysis befasst.
Keisuke Hara studierte an der Universität Tokio mit dem Bachelor-Abschluss 1991 und dem Master-Abschluss 1993 und wurde dort 1996 bei Shigeo Kusuoka promoviert (A Purely Probabilistic Approach for Local Problems on Stochastic Riemannian Manifolds and its Applications). Als  Post-Doktorand war er am RIMS der Universität Kyōto. 2000 wurde er Lecturer an der Universität Ritsumeikan, 2002 Associate Professor und 2008 Professor, bevor er 2009 in die Industrie ging. Er war bei Access Co. und ab 2012 bei Mynd Inc., wo er ab 2014 CEO war und ab 2017 Direktor.
Er war 2000 Gastwissenschaftler an der University of Warwick und 2004/05 an der Universität Oxford.
Er veröffentlichte teilweise mit Terence Lyons über dessen Theorie der Rough Paths.
Hara erhielt 2016 mit Masanori Hino den Senior Berwick-Preis für eine gemeinsame Arbeit über den Beweis einer neoklassischen Ungleichung von Terence Lyons.
Er übersetzte mehrere Bücher über Wahrscheinlichkeitstheorie und Fourieranalyse aus dem Englischen ins Japanische.

## Schriften (Auswahl)
- Wiener functionals associated with joint distributions of exit time and position from small geodesic balls, The Annals of Probability, Band 24, 1996, S. 825–837
- mit N. Ikeda: Quadratic Wiener Functionals and Dynamics on Grassmannians,  Bull. Sci. Math., Band 125, 2001, S. 481–528
- Kryptographie und Sicherheit (Japanisch), Science & Technology Press, Tokio 2003
- mit T. Lyons: Smooth rough paths and applications to Fourier analysis,  Rev. Mat. Iberoamericana, Band 23, 2007, S. 1125–1140
- Maß, Wahrscheinlichkeit und Lebesgue-Integral (Japanisch), Kodansha, Tokio 2017